# Mount Maines
Mount Maines eller Stornuten är ett berg i Antarktis. Det ligger i Östantarktis. Australien gör anspråk på området. Toppen på Mount Maines är 2 190 meter över havet.
Trakten är obefolkad.